# Landes-le-Gaulois
Landes-le-Gaulois és un municipi francès, situat al departament del Loir i Cher i a la regió de Centre – Vall del Loira. L'any 2007 tenia 657 habitants.

## Demografia

### Població
El 2007 la població de fet de Landes-le-Gaulois era de 657 persones. Hi havia 260 famílies, de les quals 68 eren unipersonals (28 homes vivint sols i 40 dones vivint soles), 76 parelles sense fills, 104 parelles amb fills i 12 famílies monoparentals amb fills.
La població ha evolucionat segons el següent gràfic:
Habitants censats

### Habitatges
El 2007 hi havia 301 habitatges, 262 eren l'habitatge principal de la família, 14 eren segones residències i 25 estaven desocupats. 292 eren cases i 7 eren apartaments. Dels 262 habitatges principals, 228 estaven ocupats pels seus propietaris, 28 estaven llogats i ocupats pels llogaters i 6 estaven cedits a títol gratuït; 2 tenien una cambra, 15 en tenien dues, 32 en tenien tres, 69 en tenien quatre i 144 en tenien cinc o més. 215 habitatges disposaven pel capbaix d'una plaça de pàrquing. A 77 habitatges hi havia un automòbil i a 166 n'hi havia dos o més.

### Piràmide de població
La piràmide de població per edats i sexe el 2009 era:
| Homes | Edats   | Dones |
| ----- | ------- | ----- |
| 0     | 95 o +  | 4     |
| 0     | 90 a 94 | 0     |
| 0     | 85 a 89 | 16    |
| 0     | 80 a 84 | 4     |
| 8     | 75 a 79 | 8     |
| 20    | 70 a 74 | 16    |
| 16    | 65 a 69 | 28    |
| 12    | 60 a 64 | 16    |
| 8     | 55 a 59 | 0     |
| 12    | 50 a 54 | 8     |
| 36    | 45 a 49 | 40    |
| 32    | 40 a 44 | 16    |
| 44    | 35 a 39 | 12    |
| 12    | 30 a 34 | 32    |
| 12    | 25 a 29 | 16    |
| 4     | 20 a 24 | 8     |
| 16    | 15 a 19 | 16    |
| 12    | 10 a 14 | 12    |
| 32    | 5 a 9   | 32    |
| 24    | 0 a 4   | 24    |

## Economia
El 2007 la població en edat de treballar era de 400 persones, 336 eren actives i 64 eren inactives. De les 336 persones actives 311 estaven ocupades (169 homes i 142 dones) i 25 estaven aturades (11 homes i 14 dones). De les 64 persones inactives 29 estaven jubilades, 23 estaven estudiant i 12 estaven classificades com a «altres inactius».

### Ingressos
El 2009 a Landes-le-Gaulois hi havia 273 unitats fiscals que integraven 699 persones, la mediana anual d'ingressos fiscals per persona era de 20.181 €.

### Activitats econòmiques
Dels 23 establiments que hi havia el 2007, 2 eren d'empreses extractives, 1 d'una empresa de fabricació d'altres productes industrials, 4 d'empreses de construcció, 8 d'empreses de comerç i reparació d'automòbils, 2 d'empreses de transport, 1 d'una empresa immobiliària, 3 d'empreses de serveis, 1 d'una entitat de l'administració pública i 1 d'una empresa classificada com a «altres activitats de serveis».
Dels 5 establiments de servei als particulars que hi havia el 2009, 1 era una oficina de correu, 1 taller de reparació d'automòbils i de material agrícola, 1 paleta, 1 guixaire pintor i 1 lampisteria.
L'únic establiment comercial que hi havia el 2009 era una carnisseria.
L'any 2000 a Landes-le-Gaulois hi havia 21 explotacions agrícoles que ocupaven un total de 1.836 hectàrees.

## Equipaments sanitaris i escolars
El 2009 hi havia una escola maternal integrada dins d'un grup escolar amb les comunes properes formant una escola dispersa.

## Poblacions més properes
El següent diagrama mostra les poblacions més properes.